# دریک داونینگ
دریک داونینگ (انگلیسی: Derrick Downing؛ زادهٔ ۳ نوامبر ۱۹۴۵) بازیکن فوتبال اهل بریتانیا است.
از باشگاه‌هایی که در آن بازی کرده‌است می‌توان به باشگاه فوتبال میدلزبرو، باشگاه فوتبال هارتل پول یونایتد، باشگاه فوتبال یورک سیتی، و باشگاه فوتبال لیتون اورینت اشاره کرد.